# Théodicée
Cet article concerne le concept en général. Pour le livre de Leibniz, voir Essais de Théodicée.
 (octobre 2009).
Si vous disposez d'ouvrages ou d'articles de référence ou si vous connaissez des sites web de qualité traitant du thème abordé ici, merci de compléter l'article en donnant les références utiles à sa vérifiabilité et en les liant à la section « Notes et références ».
 (octobre 2009).
- Si vous ne connaissez pas le sujet, laissez ce bandeau (vous pouvez alors contacter les auteurs).
- Si vous supprimez le contenu mis en cause (vous pouvez préalablement contacter les auteurs),

argumentez précisément cette suppression dans la page de discussion
(un manque de référence n'est pas un argument ; une recherche réelle de référence doit avoir été effectuée, être formellement documentée).

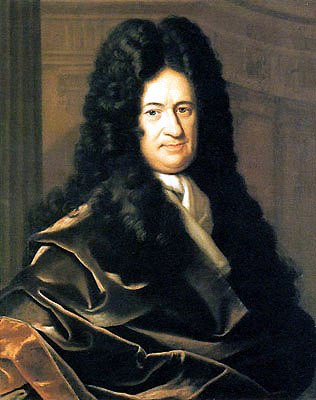
Le terme « théodicée » a été introduit par le philosophe et savant polymathe allemand Gottfried Wilhelm Leibniz dans ses Essais de Théodicée.

Une théodicée (du grec Θεοῦ δίκη, Théou dikê, « justice de Dieu ») est une explication de l'apparente contradiction entre l'existence du mal et deux caractéristiques propres à Dieu : sa toute-puissance et sa bonté.

## Définition
Une théodicée est un discours théologique qui cherche à expliquer qu'une divinité permette l'existence du mal. Selon Alain Finkielkraut, la théodicée est synonyme de « plan d'ensemble qui conduit l'humanité ».

## Philosophie
Pour le philosophe allemand Gottfried Wilhelm Leibniz, l'entreprise consiste à prouver que, malgré le mal ou grâce à lui, l'histoire a un sens, une direction, et que son développement aboutira au bien (on parle d'« optimisme raisonné »). C'est typiquement la théorie de Leibniz dans ses Essais de Théodicée, de Kant dans Idée d'une histoire universelle d'un point de vue cosmopolitique, de Hegel dans La Raison dans l’histoire, de Rousseau[réf. nécessaire]et des Lumières en général. De même, Antonio Rosmini (1797-1855) développa une synthèse cohérente et complète de la théodicée. En revanche, Voltaire a critiqué la théodicée (notamment sous sa forme leibnizienne) dans son Candide.
Leibniz au XVIIe siècle semble être à l'origine du néologisme « théodicée ».

## Théologie
Pour le théologien, il s'agit de construire une vision de Dieu, de l'homme et du monde qui explique l'existence du mal sans pour autant « trahir » Dieu. Diverses explications ont été avancées au cours des siècles pour réconcilier l'hypothèse classique d'un Dieu omnipotent, omniscient et bienveillant avec la constatation brutale de l'existence du mal sur Terre, et avec l'espérance du paradis. 

### Théodicée augustinienne
En religion, la théodicée classique est celle d'Augustin dans la Cité de Dieu : l'homme s'est détourné de Dieu en commettant le péché. Il est privé de la grâce originelle et attend le Sauveur. Au premier concile de Braga, le mal a été défini comme une privation volontaire de la grâce de Dieu. Le mal n'est pas un principe en soi, comme le soutiennent les priscillianistes et les manichéens, mais plutôt une absence de grâce et de bonnes œuvres, comme on peut dire que le froid n'est pas un principe en lui-même, mais seulement une absence de chaleur.

### Christianisme
Dans le catholicisme, et notamment en France, plus particulièrement au XIXe siècle, on a pris l'habitude de parler de la théodicée pour désigner la théologie naturelle ou théologie rationnelle, fondée sur la raison et non sur la Révélation : c'est donc la science qui traite de Dieu en tant qu'il est connu par la raison (notamment par l'apologétique), et non sur la Révélation. À ce titre, elle relève de la philosophie (au sens de : philosophie scolastique — cf. Thomas d'Aquin) et non de la théologie (cette dernière étant fondée sur la Révélation). On parle également de « théologie fondamentale », mais ce terme peut recouvrir divers sens. En effet, la démarche de foi du catholicisme demande (au moins du point de vue théorique) que Dieu soit d'abord connu par la raison, et seulement ensuite par la foi, qui est la conviction à propos de ce que Dieu a révélé : or, sans la foi, il n'est pas possible d'être convaincu de ce qu'il révèle si on n'est pas sûr que cela existe et qu'il en est la source. Ainsi, Augustin dira : « Comprends pour croire et crois pour comprendre ».

### Islam
En islam, ce thème est évoqué dans le Coran, à la dix huitième sourate Al Kahf, verset 60-82. Il est question d'une rencontre entre Moïse et Al-Khidr qui lui enseigne sur plusieurs étapes la sagesse divine, en commettant des faits en apparence injustes : l'ébrèchement d'un bateau, le meurtre d'un garçon et la reconstruction d'un mur dans une ville inhospitalière. 
Au terme de leur rencontre, Al-Khidr explique à Moïse qu'il a ébréché le bateau pour qu'il ne soit pas confisqué à ses propriétaires par un dirigeant injuste, qu'il a tué le garçon car il était destiné à être mauvais envers ses parents, et qu'il a reconstruit le mur pour ne pas qu'il s'effondre, étant donné qu'un trésor était caché dessous et que les destinataires n'étaient encore qu'enfants (le trésor risquait d'être confisqué par les habitants injustes). Enfin, il précise qu'il n'a pas commis ces actes de son propre chef (sourate 18, verset 82), et que cela résulte d'un décret divin.
Plusieurs exégètes musulmans comme Ibn Kathir ont explicité le contexte de ces événements.

## Arguments parmi les plus usuels

### Argument du bien commun du tout
Cet argument répandu soutient que le mal souffert par les parties du tout de l'univers contribue à un plus grand bien de l'ensemble, qui ne pourrait exister sans ces maux de certaines parties. Par exemple la maladie contribue au développement de tout un ensemble de vertus, comme le courage et la compassion.

### Argument satanique
Dans cette vision développée par des mythes anciens tournant autour du Christianisme et d'interprétations tardives des chapitres 2 et 3 de la Genèse, Dieu veut le bien de l'homme. La révolte de Satan, créé par Dieu, est à l'origine de tout le mal dans l'être humain.
Quant aux catastrophes naturelles (tremblement de terre…), aux maladies (sida, cancer, peste…), à la mort, elles sont dues au fait que la Nature a été laissée à elle-même à partir du premier péché humain commis à l'instigation de Satan : la Nature est maudite à cause de toi.

« Il dit à l'homme : Puisque tu as écouté la voix de ta femme, et que tu as mangé de l'arbre au sujet duquel je t'avais donné cet ordre : Tu n'en mangeras point ! le sol sera maudit à cause de toi. C'est à force de peine que tu en tireras ta nourriture tous les jours de ta vie, il te produira des épines et des ronces, et tu mangeras de l'herbe des champs. »

— Gn 3:17-18 (Louis Segond)
Utilisant sa liberté d'action pour rejeter les ordres donnés par Dieu sur son comportement dans la Création, le premier homme se retrouve mortel et seul au sein d'une nature laissée à elle-même.
L'homme doit alors faire appel à Dieu pour lutter contre les maux moraux, existentiels et naturels qu'il a introduits en lui et dans la nature par sa désobéissance.

#### Réfutation de l'argument satanique
La réfutation considère cet argument comme contradictoire avec la notion d'un dieu créateur de tout : si Dieu a tout créé, il a aussi créé Satan. Cause ultime de tout, il est aussi la cause ultime du mal.
À cette réfutation les tenants de l'argument satanique en opposent une autre : Dieu a créé Lucifer, le « porteur de lumière ». Et c'est Lucifer qui est devenu volontairement le diable, « celui qui divise ». Dieu l'a créé en lui donnant par amour, à la fois toute liberté d'agir et toute science de la conséquence de ses actes (« porteur de la Lumière »).  
Dieu n'est donc pas selon eux, la cause ultime du mal mais c'est Lucifer qui, faisant naître le mal, crée une division dans la Création en se séparant de Dieu, source de tout amour.[réf. nécessaire]

### Argument de l'harmonie cachée
Selon les philosophes partisans de la théodicée de l'harmonie cachée, le mal que nous constatons ne serait apparence de mal qu'à nos yeux alors qu'il est en réalité un bien.
Aux yeux du profane, l'Histoire apparaît comme une suite de civilisations dont beaucoup ont sombré. Hegel, pour sa part, y voit la manifestation de l'Esprit qui peu à peu prend conscience de lui-même en s'incarnant successivement dans ces civilisations. L'Histoire accouche, dans le fer et le sang, mais aussi par les échanges, du Savoir Absolu, c’est-à-dire de l'Esprit (de Dieu) qui se contemple lui-même et prend conscience qu'il est l'Histoire.
Ainsi, l'Esprit connaîtrait la justification cachée des malheurs existant sur Terre, invisible et incompréhensible par les humains non au fait de la science spéculative. De même pour un savant pré-Kantien, recherchant les harmonies cachées de la Nature au moyen du langage mathématique.

#### Caractère non démontrable de l'argument de l'harmonie cachée
Cette théodicée ne donne pas d'explication de l'existence du mal, mais se contente d'affirmer qu'il en existe une ; connue seulement de Dieu, elle peut faire l'objet d'une recherche par l'humain : Teilhard de Chardin, en supposant la convergence de l'humanité vers ce qu'il nomme « point Oméga », ne justifie en rien le mal inhérent au mécanisme de l'évolution, mais suggère que ce mal est sans commune mesure avec le résultat qui en surviendra. Cette vision fut désapprouvée par Rome de son vivant même, en tant que confondant trop biologie évolutive et théologie surnaturelle. Cette théodicée, bien que fournissant une explication hypothétique, répond toutefois à l'autre hypothèse qui soutient l'absence d'explication.

### Argument du karma
Selon la philosophie hindouiste et bouddhiste, l'être spirituel animant temporairement l'être humain se réincarne continuellement et vit de multiples vies successives dans le but de prendre suffisamment conscience de sa nature spirituelle pour devenir capable de se dégager du cycle des naissances et des morts. Le mal vécu dans une vie est alors la résultante, la conséquence des actes de vies passées, afin de permettre à l'esprit de l'homme de s'éveiller. Certains courants voient ce mal conséquent comme une « punition » et font du karma (la somme des actes passés) quelque chose de négatif. Sa véritable signification serait toutefois plus mécaniste et constituerait le contrepoids automatique, systématique que représente le passé d'un être spirituel sur sa présente incarnation et qui doit au bout du compte lui permettre, un jour ou l'autre, de se décider à l'éveil spirituel.

#### Caractère non démontrable de l'argument du karma
Cette théodicée ne donne pas de moyen d'être vérifiée, mais se contente d'affirmer qu'il en est ainsi, devenant ainsi une affaire de croyance.

### Argument de la discipline
Selon les théologiens partisans de la théodicée de la discipline, le mal est envoyé par Dieu pour punir les pécheurs, ou pour tester la fidélité des croyants.

#### Réfutation de l'argument de la discipline
Cette vision du Créateur est en contradiction avec l'hypothèse de départ de sa bienveillance. En outre, elle n'explique pas le mal touchant les innocents (par exemple, un bébé assassiné) et reste muette face aux crimes impunis. D'où l'argument de l'harmonie cachée ou eschatologique.

### Argument eschatologique
Selon les philosophes partisans de la théodicée eschatologique, l'existence du mal ne s'explique que par la présence d'une récompense à la fin du procès. Ainsi pour Hegel nous parviendrons au Savoir Absolu.

#### Réfutation de l'argument eschatologique
On pourrait dire que l'argument du « tout est bien qui finit bien » se réfute en indiquant que l'existence d'une récompense finale n'excuse pas le mal ayant précédé cette récompense.
En revanche, si l'eschatologie implique le châtiment du mal, il s'agit d'un bien. Et si la récompense finale est d'un autre ordre, infini, il y a surcompensation (infinie).

### Argument ontologique
Selon les philosophes partisans de la théodicée ontologique, la création d'un univers complexe et infiniment diversifié ne peut se faire sans défauts. Sans ces défauts, l'univers serait Dieu lui-même. Malgré l'existence obligatoire de ce mal, la majorité des phénomènes de l'univers sont optimaux et nous vivons dans le meilleur des mondes possibles.

#### Caractère injustifiable de l'argument ontologique
Si ce monde est le meilleur des mondes possibles alors que penser de la nature du paradis ? Si l'existence du bonheur exige l'existence du malheur, et que les deux sont indissociablement liés, ne doit-on pas conclure qu'au Paradis, il n'existe ni l'un ni l'autre, ou bien, comme sur terre, les deux ?
Toutefois, on pourrait considérer le Paradis et l'Enfer comme la séparation du bien et du mal qui coexistent dans le monde matériel (le nôtre). L'argument ontologique demeure ainsi intact. Ce qui est aussi digne d'être remarqué avec cet argument est le fait qu'il respecte l'idée de théosis faisant de l'union à Dieu le bonheur absolu des Hommes.

### Argument du libre arbitre
Selon les philosophes partisans du libre arbitre (saint Augustin, saint Thomas d'Aquin, Leibniz), l'être humain a la capacité de choisir ses actions et de connaître les conséquences de ses actes. Nous sommes des êtres libres de tout déterminisme et cette liberté implique la capacité de choisir de faire le bien ou le mal. L'éventualité du mal est donc la contrepartie nécessaire de la liberté octroyée par Dieu.

### Argument du juste châtiment
Toutes les théodicées répondent à l'objection que l'humanité subit le mal injustement, d'où les remises en cause des attributs de bonté ou de toute-puissance de Dieu et le rôle implicite de victime de l'être humain. Mais si la Terre est l'Enfer où sont envoyés les criminels que Dieu veut punir, le mal est alors un juste châtiment infligé à des êtres qui le méritent.